# Mancelona
Mancelona é uma vila localizada no estado americano de Michigan, no Condado de Antrim.

## Demografia
Segundo o censo americano de 2000, a sua população era de 1408 habitantes.
Em 2006, foi estimada uma população de 1384, um decréscimo de 24 (-1.7%).

## Geografia
De acordo com o United States Census Bureau tem uma área de
2,6 km², dos quais 2,6 km² cobertos por terra e 0,0 km² cobertos por água. Mancelona localiza-se a aproximadamente 247 m acima do nível do mar.

## Localidades na vizinhança
O diagrama seguinte representa as localidades num raio de 32 km ao redor de Mancelona.